# Pietro Pajetta (pittore)
Pietro Pajetta (Serravalle, 22 marzo 1845 – Padova, 10 aprile 1911) è stato un pittore italiano.

## Biografia
Figlio di Paolo Pajetta (1809 – 1869) e fratello maggiore di Mariano Pajetta (1851 – 1923), entrambi pittori, nacque a Serravalle, all'epoca comune del Regno Lombardo-Veneto.
Entrò in seminario ma, giovanissimo, partecipò alla Seconda guerra d'indipendenza.
Tre anni dopo si arruolò nell'esercito del neonato Regno d'Italia e, grazie all'interessamento del generale Cialdini, si iscrisse all'Accademia di belle arti di Bologna, dove studiò sotto Antonio Puccinelli.
Venne trasferito ad Alessandria come disegnatore meccanico e fotografo del Genio militare.
La sua prima partecipazione a un'esposizione d'arte avvenne a Torino nel 1869 con la tela L'effetto del vino.
Decise di intraprendere la carriera di pittore nel 1869, anno della sua prima esposizione a Torino. Lasciò l'esercito e si trasferì a Piacenza, continuando a esporre senza però riuscire a mantenersi con la pittura di genere e lavorando anche come imbianchino. Il successo gli arrise alla fine del secolo, dopo il suo trasferimento a Padova, dove riuscì a ottenere commissioni importanti da privati e da enti religiosi. 
Morì a Padova nel 1911.

## Opere
- L'effetto del vino (1869)
- Il tacchino (1870)
- Il pittore (1870)[4]
- Un viaggio in città (1871)
- La mattina (1871)
- Uno scherzo (1877)
- Mercato di animali (1878)
- The memento (1878)
- Il futuro condottiero d'eserciti (1880)
- Requies! (1880)
- I vagabondi (1881)
- Visita ai monumenti (1882)
- In campagna
- Il due di spade (1883)
- Stalla con animali (1884)
- Et nunc et semper (1884)
- Una vacca (1885)
- Suonatori (1885)
- Canocchia della nonna (1885)
- Armonie (1887)
- Mercato delle pignatte (1887)
- Giovane mandriana, olio su tela, cm 91x154 (1892)[5]
- Il nuovo nato (Ammalato?), olio su tela, cm 66x120 (1893)[6]
- Unico patrimonio (1895)
- Un contratto (1895)
- L'Odio, olio su tela, cm 160x270, Museo del Cenedese a Vittorio Veneto
- Bagno improvvisato (1897)
- Autoritratto, Museo del Cenedese a Vittorio Veneto (1898)
- All'aratro (1898)
- Le gioie della famiglia (1898)
- Meditazione (1902)
- Angelo custode (1902)
- Santi e Beati francescani, tela, chiesa di Sant'Antonio all'Aracella (1905)
- Ritratto del maestro Cesare Pollini, olio su tela (1906)
- La preghiera (1906)
- Santa Margherita, San Francesco di Sales e la Beata Giovanna, chiesa di San Benedetto Novello
- Gloria del Beao Forzaté, Cattedrale di Padova
- San Giovanni Ilarione a Venezia
- affreschi di villa Contarini a Piazzola sul Brenta
- affreschi di villa Valduga a Feltre

## Galleria d'immagini

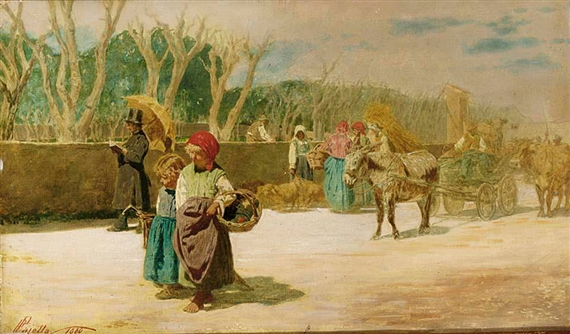
L'andata al mercato (1880)
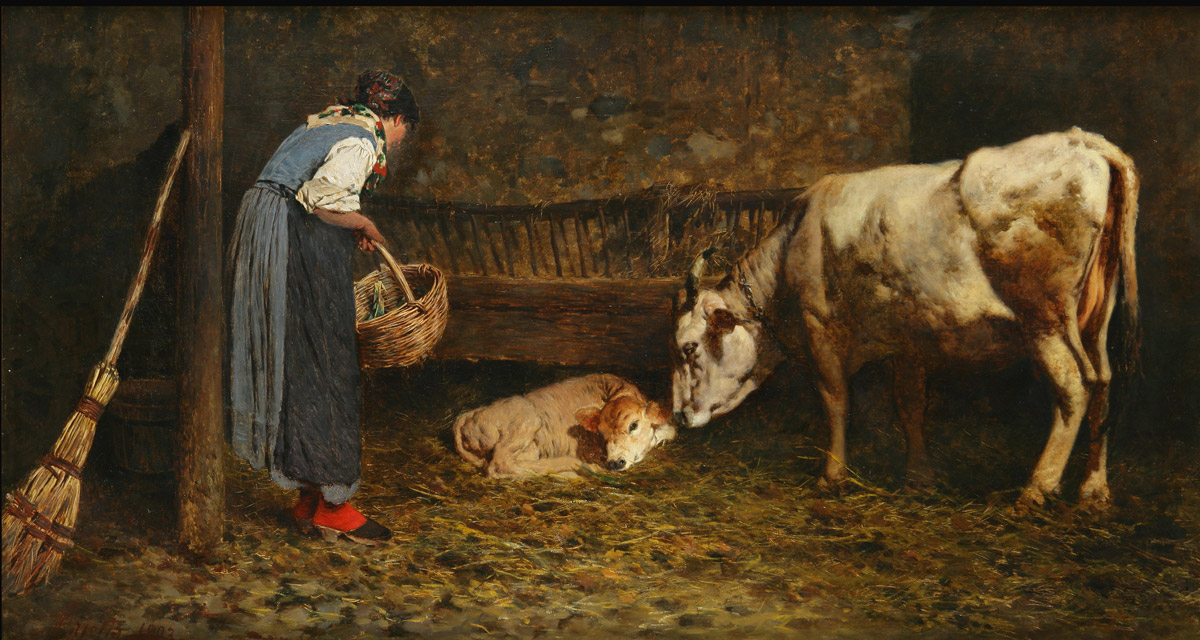
Il nuovo nato (1883)
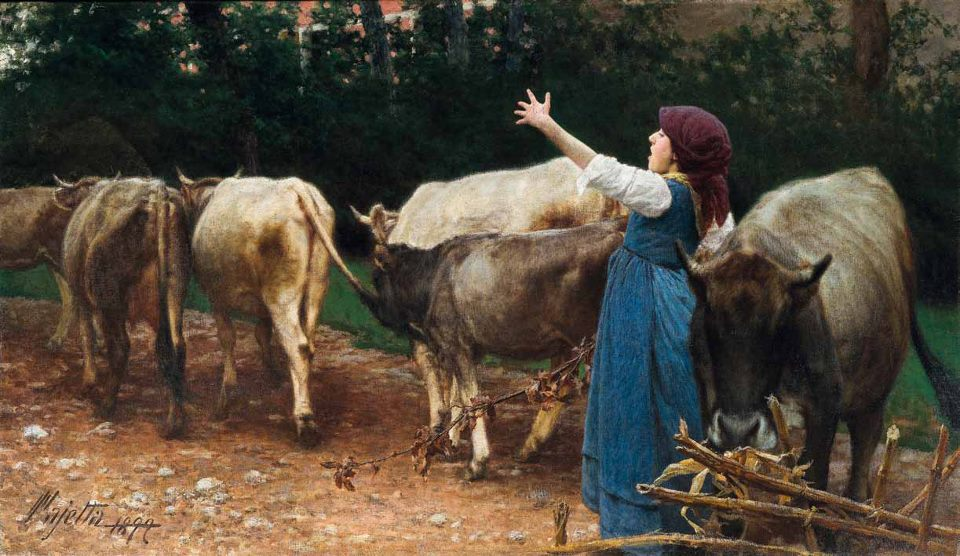
Giovane mandriana (1892)
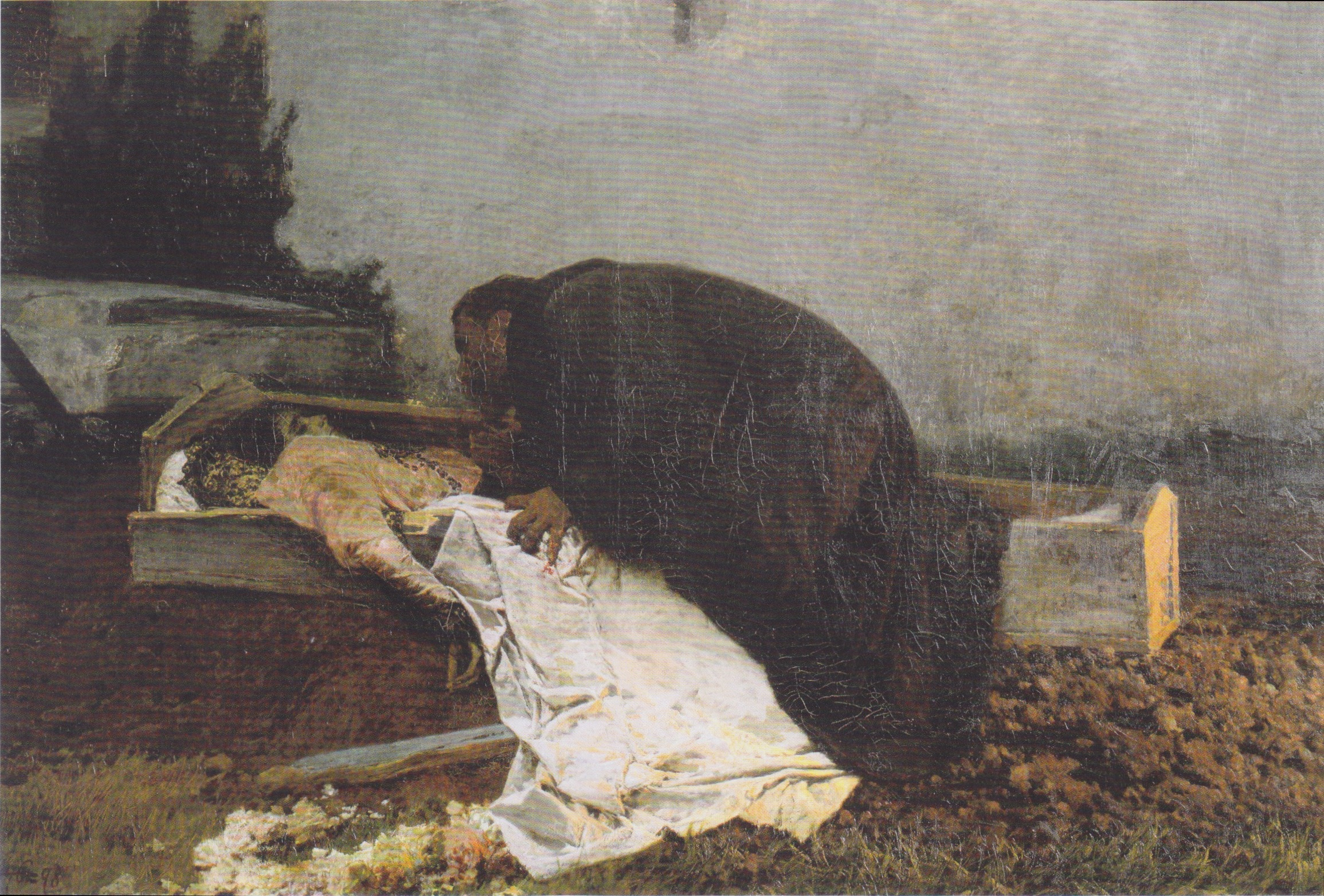
L'Odio (1896)
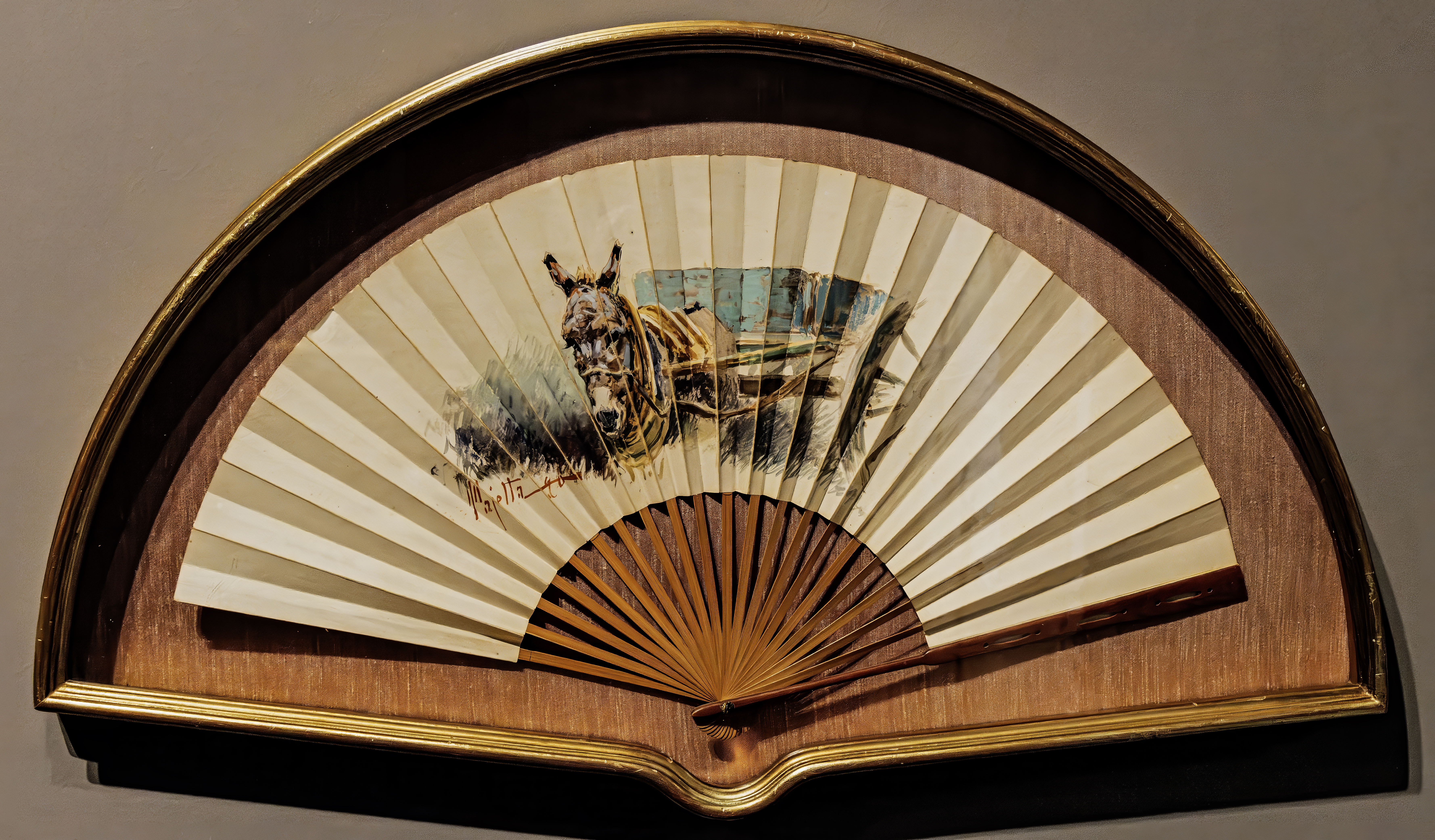
Ventaglio con asino che traina un carretto (1896)